# 1211 Bressole
1211 Bressole este un asteroid din centura principală, descoperit pe 2 decembrie 1931 de Louis Boyer.